# Czaun
Czaun (ros. Чаун) – rzeka w azjatyckiej części Rosji, w Czukockim Okręgu Autonomicznym; długość 278 km.
Powstaje z połączenia kilku mniejszych rzek mających źródła w górach Ilirnejski Kriaż, płynie w kierunku północnym przez zabagnioną nizinę dzieląc się na liczne ramiona i meandrując; uchodzi do Zatoki Czauńskiej Morza Wschodniosyberyjskiego.
Zasilanie śniegowo-deszczowe; zamarza do dna od września do czerwca.